# Wólka Kunińska (Ukraina)
Wólka Kunińska (ukr. Вілька Кунинська) – dawna wieś na Ukrainie, w rejonie żółkiewskim obwodu lwowskiego.
W II Rzeczypospolitej do 1934 samodzielna gmina jednostkowa. Następnie należała do zbiorowej wiejskiej gminy Krechów w powiecie żółkiewski w woj. lwowskim. Została wysiedlona i zlikwidowana w związku z utworzeniem Jaworowskiego Poligonu Wojskowego.  Po wojnie wieś weszła w struktury administracyjne Związku Radzieckiego.